# Linia kolejowa nr 539
Linia kolejowa nr 539 – pierwszorzędna, zelektryfikowana, w większości dwutorowa linia kolejowa znaczenia państwowego łącząca stację Łódź Kaliska Towarowa z posterunkiem odgałęźnym Retkinia.
Linia stanowi łącznicę między linią kolejową Łódź Kaliska – Dębica a linią kolejową Łódź Kaliska – Tuplice. Jest ona czynnie wykorzystywana w ruchu towarowym, a od 2015 również przez pociągi PKP Intercity kursujące przez Łódź w celu ominięcia stacji Łódź Kaliska. W sytuacjach nadzwyczajnych jest również wykorzystywana przez pociągi osobowe kursujące w relacji Łódź Kaliska – Łódź Widzew przez Łódź Chojny, w przypadku której następuje zmiana czoła pociągu na stacji Łódź Lublinek.